# Station Bakkerud
Station Bakkerud (Noors: Bakkerud holdeplass) is een voormalig station in Bakkerud in de gemeente Flesberg in fylke Viken  in  Noorwegen. Het station werd geopend in 1927. Het werd ontworpen door het eigen architectenkantoor van NSB. Pikerfoss ligt aan Numedalsbanen, de spoorlijn tussen Rødberg en Kongsberg. Het station werd net als de spoorlijn in 1989 gesloten voor personenvervoer. 